# Rock (Míchigan)
Rock es un lugar designado por el censo ubicado en el condado de Delta en el estado estadounidense de Míchigan. En el Censo de 2020 tenía una población de 181 habitantes y una densidad poblacional de 77,68 habitantes por km². Fue incluido como CDP en el censo de 2020. 

## Geografía
Rock se encuentra ubicado en las coordenadas 46°04′08″N 87°09′58″O / 46.06889, -87.16611. Según la Oficina del Censo de los Estados Unidos,  tiene una superficie total de 2,33 km², todos correspondientes a tierra firme.